# Pietro Grimani
Pietro Grimani, född 1677, död 1752, var en venetiansk doge. Han var regerande doge av Venedig 1741–1752.